# Olivier Royant
Olivier Royant (Rostrenen, 16 luglio 1962 – Levallois-Perret, 31 dicembre 2020) è stato un giornalista e scrittore francese.

## Biografia
Laureato alla Columbia University, iniziò la carriera giornalistica presso l'emittente parigina Radio Gilda, dove rimase fino alla chiusura. Nel 1986 approdò a Paris Match, dove fu dapprima redattore, poi reporter, quindi corrispondente dagli Stati Uniti e dal 2006 direttore.
Olivier Royant è morto il 31 dicembre del 2020 dopo una lunga malattia. La moglie Delphine è stata editrice di Vogue Paris.

## Libri
- Le XXe siècle de Paris Match (2002)
- Images de cataclysmes (2002)
- Dans les coulisses de Cannes (2010)
- John, le dernier des Kennedy (2018)